# Хакея иволистная
Хакея иволистная (лат. Hakea salicifolia) — кустарник или небольшое дерево, вид рода Хакея (Hakea) семейства Протейные (Proteaceae). Эндемик восточной Австралии, произрастает в Квинсленде и Новом Южном Уэльсе. Это быстрорастущее растение с привлекательной листвой и кремово-белыми цветками.

## Ботаническое описание

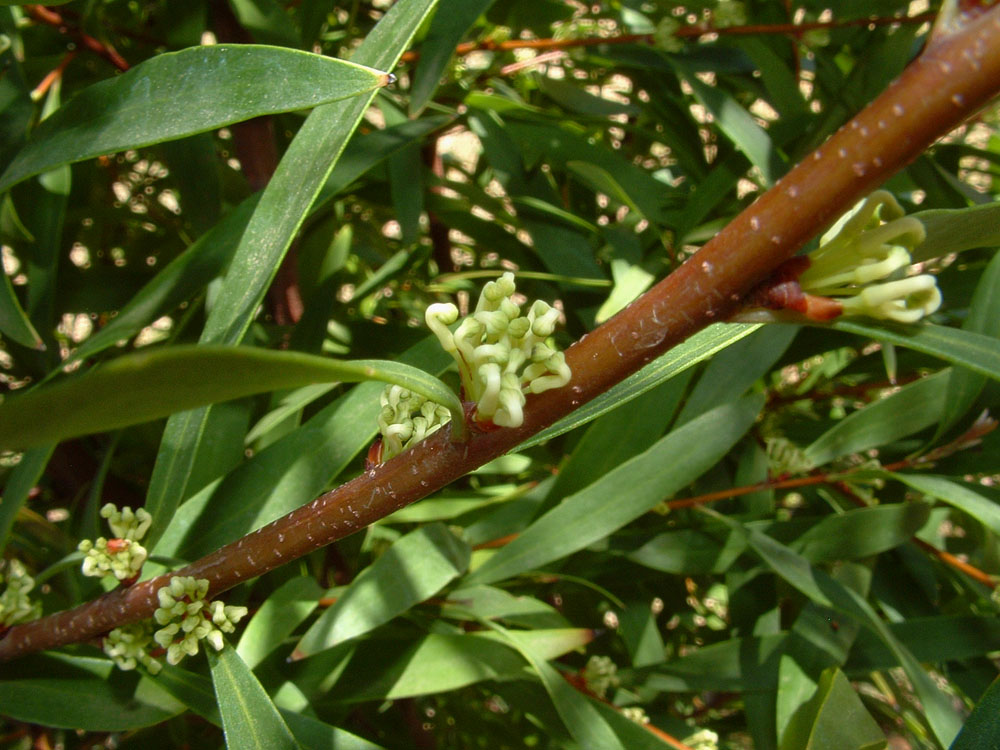
Цветущая Hakea salicifolia

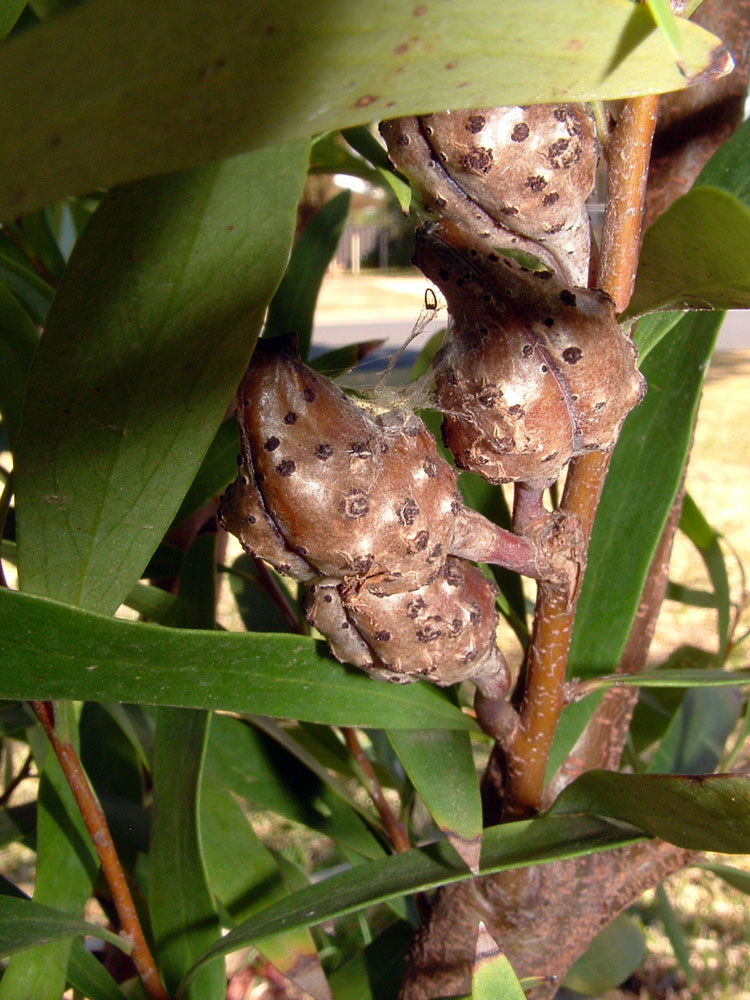
Плоды H. salicifolia

Hakea salicifolia — быстрорастущий вертикальный кустарник или небольшое дерево высотой до 3-5 м. Мелкие ветви гладкие с явным тёмно-красным продольным ребристым рисунком. Молодые побеги имеют редкие шелковистые волоски или могут быть совершенно безволосыми. Листья имеют узкую овальную форму, самые широкие в середине до 12 см длиной и шириной 5-20 мм, сужающиеся к точке или изредка закруглённые на вершине. Бледно-зелёные листья гладкие, иногда голубовато-зелёные с порошкообразной плёнкой. Молодые листья более тёмные с редкими уплощёнными шелковисто-белыми и ржаво окрашенными волосками, которые быстро становятся гладкими. Соцветие состоит из одного зонтика из 16-28 белых или бледно-жёлтых цветков на коротком стебле длиной 1-1,5 мм. Прицветник молодого цветка 3 мм в длину и слегка волосистый снаружи. Цветоножка имеет длину 4,5-7 мм. Околоцветник гладкий, голубовато-зелёный с порошкообразной плёнкой длиной 2,3-3,5 мм. Столбик 6-6,5 мм в длину. Плоды яйцевидной формы длиной 2,3-3,5 см и шириной 1,3-3 см постепенно сужаются до слегка приподнятого клюва с небольшими рогами. Поверхность плода покрыта чёрными бородавками высотой 1-5 мм.

## Таксономия
Вид Hakea salicifolia первоначально формально был описан в 1800 году французским ботаником Этьеном Пьером Вантена, который дал ему название Embrothium salicifolium и опубликовал описание в Description des Plantes Nouvelles et peu connues, cultivees dans le Jardin de J.M. Cels. Типовой образец был выращен в саду Жака Филиппа Мартена Сельса из материала, собранного в заливе Ботани в 1792 году. В 1941 году английский ботаник Брайан Бартт изменил название на Hakea salicifolia и опубликовал описание в Bulletin of Miscellaneous Information. Видовой эпитет — от латинских слов salix, означающего «ива», и folium, означающего «лист»:174, относящихся к ивоподобным листьям растения.
В настоящее время признаны два подвида:
- Hakea salicifolia salicifolia. Листья более 7 мм в ширину. Растёт на побережье и простирается от Спрингбрука (Квинсленд) до территории Джервис-Бей (Новый Южный Уэльс).
- Hakea Salicifolia angustifolia (A.A.Ham.) W.R.Barker. Листья шириной 4-7 мм, растёт вблизи водоёмов между Хорнсби и Хеленсбург в Сиднейском регионе[5].

## Распространение и местообитание
Hakea salicifolia — широко распространённый вид, произрастающий в основном от Кемпси до реки Шоалхейвен, Дорриго, Уайан-Уайана и Голубых гор. Также найден недалеко от границы Квинсленда и Нового Южного Уэльса. Растёт во влажных склерофитовых лесах, часто рядом с тропическим лесом.

## Экология
Эта хакея является инвазивным видом в Новой Зеландии, где она внесена в список Департамента охраны природы Новой Зеландии как один из примерно 300 экологических сорняков. Привлекательное декоративное дерево, адаптирующееся к большинству почв и условий от субтропических до умеренных зон, что создаёт проблемы с чрезмерным изобилием вида в некоторых местах. Hakea salicifolia высаживается на чайных плантациях в Танзании как ветрозащитная и пограничная живая изгородь.